# Serge Lang
Serge Lang (ur. 19 maja 1927 w Paryżu, zm. 12 września 2005 w Berkeley) – amerykański matematyk francuskiego pochodzenia. Znany ze swoich osiągnięć w teorii liczb. Jest autorem klasycznego podręcznika akademickiego Algebra, przetłumaczonego także na język polski. Był członkiem grupy Nicolas Bourbaki.